# Katja Marie Luxembourg
Katja Marie Luxembourg (* 1973) ist eine deutsche Schauspielerin.

## Leben
Katja Marie Luxembourg absolvierte ihre Schauspielausbildung von 1993 bis 1995 Universität der Künste Berlin und von 1996 bis 2000 an der Hochschule für Schauspielkunst Ernst Busch.
Seit dem Jahr 2000 hat sie als Schauspielerin vor der Kamera in mehreren Filmen und Fernsehserien mitgewirkt. Sie wirkte zudem in zahlreichen Theaterstücken mit, so unter anderem auch am Maxim Gorki Theater, am Staatsschauspiel Dresden, am Theater Bielefeld oder am Theater Konstanz.
Sie lebt in Berlin. Neben ihrer Muttersprache Deutsch spricht sie auch Englisch und Französisch.

## Filmografie (Auswahl)
- 2001: Wilsberg (TV-Reihe)
- 2005: Nikola (Fernsehserie)
- 2015: Anderst schön
- 2016: Polizeiruf 110: Im Schatten
- 2019: Schwartz & Schwartz: Der Tod im Haus
- 2019: SCHULD nach Ferdinand von Schirach (Fernsehserie)
- 2021: Die Heiland – Wir sind Anwalt (Fernsehserie, 1 Folge)
- 2022: Inga Lindström: Schmetterlinge im Bauch